# Forte do Espírito Santo (Horta)
O Forte do Espírito Santo localizava-se no lugar da Laginha, na freguesia da Feteira, concelho da Horta, na ilha do Faial, nos Açores.
Em posição dominante sobre o seu trecho do litoral, constituiu-se em uma fortificação destinada à defesa contra os ataques de piratas e corsários, outrora frequentes nesta região do oceano Atlântico.

## História
No contexto da Guerra da Sucessão Espanhola (1702-1714) encontra-se referido como "O Forte do Espirito Santo da Laginha." na relação "Fortificações nos Açores existentes em 1710".
A estrutura não chegou até aos nossos dias.